# Реальмон
Реальмон (фр. Réalmont, окс. Rièlmont) — город и коммуна в департаменте Тарн в южной Франции. Административный центр кантона От-Даду.

## Географическое положение
Реальмон расположен в центре департамента Тарн, примерно на равном расстоянии от Альби и Кастра, двумя крупнейшими городами департамента. В двух километрах от города протекает река Даду. На ней были ранее устроены водяные мельницы, ныне заменённые мукомольными мельницами. Реальмон находится на водоразделе бассейнов Средиземного моря и Атлантического океана, и климат города является промежуточным между субтропическим средиземноморским и умеренным атлантическим. В городском пейзаже доминирует гора Кайлу, на которой установлен крест.

## История
12 марта 1272 года, в правление короля Франции Филиппа Смелого, Гийом де Коардон основал бастиду, которую он назвал Реальмон. Земля, на которой находилась бастида, ранее принадлежала альбигойскому манору Бернару де Буассезону, который в результате суда инквизиции был признан еретиком и лишился всего имущества. Так как король нуждался в срочном укреплении своей власти в этом регионе, где традиционно была сильна власть местных феодалов, он принял решение о постройке крепостей, укреплявших католичество и его собственную власть. Название Реальмон означает «королевская гора».
В 1629 году принц Конде после осады взял и разорил город, в котором началось восстание гугенотов. Во время осады города Антуан Россиньоль расшифровал перехваченные сообщения гугенотов, что положило начало специальной службе, занимающейся дешифровкой сообщений.
В настоящее время стены бастиды снесены, а на их месте устроены бульвары. Центр города сохранился.

## Известные жители
- Жан де Кора (1515—1572) — юрист, один из основоположников гуманистической концепции права во Франции.
- Луиза Полен (1888—1944) — поэтесса, писавшая на окситанском языке.